# Kurt Katch
Kurt Katch, nato Isser Kac (Hrodna, 28 gennaio 1893 – Los Angeles, 14 agosto 1958), è stato un attore polacco.

## Biografia
È apparso in Quiet Please, Murder (1942), The Purple V (1943), La maschera di Dimitrios (1944), Ali Babà e i 40 ladroni (1944), tra molti altri. 
Katch è inoltre apparso nel primo adattamento di James Bond, nell'episodio Casino Royale, girato nel 1954 per la serie televisiva statunitense Climax!.
Katch morì di cancro ed è sepolto all'Eden Memorial Park Cemetery di Los Angeles.

## Filmografia

### Cinema
- Die Sekretärin des Gesandten, regia di Bruno Ziener (1919)
- Die geheimnisvolle Kugel, regia di Waldemar Hecker (1919)
- Die Mexikanerin, regia di Carl Heinz Wolff (1919)
- Das Lied der Nornen, regia di R. Häussler (1919)
- Der Todesbote, regia di Bruno Eichgrün (1920)
- Ihr tollster Trick, regia di Waldemar Hecker (1920)
- Das offene Grab, regia di Bruno Eichgrün (1921)
- Die Apotheke des Teufels, regia di Bruno Eichgrün (1921)
- Ein ungeklärter Fall, regia di Bruno Ziener (1921)
- Das Gasthaus von Chicago, regia di Bruno Eichgrün (1921)
- Wildnis, regia di Bruno Ziener (1922)
- Zwischen Tag und Traum, regia di Bruno Ziener (1922)
- Quarantäne, regia di Max Mack (1923)
- Der Sohn des Galeerensträftlings, regia di Friedrich Feher (1923)
- Dudu, ein Menschenschicksal, regia di Rudolf Meinert (1924)
- Die Räuberbande, regia di Hans Behrendt (1928)
- Terra senza donne (Das Land ohne Frauen), regia di Carmine Gallone (1929)
- Der Bund der Drei, regia di Hans Behrendt (1929)
- Al khet, regia di Aleksander Marten (1936)
- Tkies khaf, regia di Henryk Szaro (1937)
- Ludzie Wisly, regia di Aleksander Ford e Jerzy Zarzycki (1938)
- Man at Large, regia di Eugene Forde (1941)
- Don Winslow of the Navy, regia di Ford Beebe e Ray Taylor (1942)
- Secret Agent of Japan, regia di Irving Pichel (1942)
- The Wife Takes a Flyer, regia di Richard Wallace (1942)
- Berlin Correspondent, regia di Eugene Forde (1942)
- Counter-Espionage, regia di Edward Dmytryk (1942)
- L'avventura impossibile (Desperate Journey), regia di Raoul Walsh (1942)
- Quiet Please, Murder, regia di John Francis Larkin (1942)
- The Purple V, regia di George Sherman (1943)
- La bandiera sventola ancora (Edge of Darkness), regia di Lewis Milestone (1943)
- Mission to Moscow, regia di Michael Curtiz (1943)
- They Came to Blow Up America, regia di Edward Ludwig (1943)
- Le spie (Background to Danger), regia di Raoul Walsh (1943)
- Secret Service in Darkest Africa, regia di Spencer Gordon Bennet (1943)
- Quando il giorno verrà (Watch on the Rhine), regia di Herman Shumlin e Hal Mohr (1943)
- The Strange Death of Adolf Hitler, regia di James P. Hogan (1943)
- Alì Babà e i 40 ladroni (Ali Baba and the Forty Thieves), regia di Arthur Lubin (1944)
- Prigionieri di Satana (The Purple Heart), regia di Lewis Milestone (1944)
- Make Your Own Bed, regia di Peter Godfrey (1944)
- La maschera di Dimitrios (The Mask of Dimitrios), regia di Jean Negulesco (1944)
- La settima croce (The Seventh Cross), regia di Fred Zinnemann (1944)
- I cospiratori (The Conspirators), regia di Jean Negulesco (1944)
- The Mummy's Curse, regia di Leslie Goodwins (1944)
- Salomè (Salome, Where She Danced), regia di Charles Lamont (1945)
- Rendezvous 24, regia di James Tinling (1946)
- L'infernale avventura (Angel on My Shoulder), regia di Archie Mayo (1946)
- Strange Journey, regia di James Tinling (1946)
- Canto d'amore (Song of Love), regia di Clarence Brown (1947)
- Il segreto degli Incas (Secret of the Incas), regia di Jerry Hopper (1954)
- Le avventure di Hajji Babà (The Adventures of Hajji Baba), regia di Don Weis (1954)
- Il mistero della piramide (Abbott and Costello Meet the Mummy), regia di Charles Lamont (1955)
- Come prima... meglio di prima (Never Say Goodbye), regia di Jerry Hopper e Douglas Sirk (1956)
- Hot Cars, regia di Don McDougall (1956)
- Pharaoh's Curse, regia di Lee Sholem (1957)
- The Girl in the Kremlin, regia di Russell Birdwell (1957)
- Dono d'amore (The Gift of Love), regia di Jean Negulesco (1958)
- The Beast of Budapest, regia di Harmon Jones (1958)
- I giovani leoni (The Young Lions), regia di Edward Dmytryk (1958)
- Quando l'inferno si scatena (When Hell Broke Loose), regia di Kenneth G. Crane (1958)

### Televisione
- The Clock – serie TV, episodio 1x51 (1950)
- Pulitzer Prize Playhouse – serie TV, episodio 1x02 (1950)
- The Adventures of Ellery Queen – serie TV, episodio 1x10 (1950)
- The Philco Television Playhouse – serie TV, episodio 3x21 (1951)
- Lights Out – serie TV, episodio 3x45 (1951)
- Cosmopolitan Theatre – serie TV, episodio 1x01 (1951)
- Studio One – serie TV, episodi 3x32-4x32 (1951-1952)
- Suspense – serie TV, episodio 4x43 (1952)
- Robert Montgomery Presents – serie TV, episodi 3x16-4x02-4x09 (1952)
- General Electric Theater – serie TV, episodi 2x02-2x03 (1953)
- Ramar of the Jungle – serie TV, episodio 1x22 (1953)
- The Red Skelton Show – serie TV, episodio 3x11 (1953)
- Letter to Loretta – serie TV, episodio 2x02 (1954)
- Adventures of Falcon – serie TV, episodi 1x02-1x14 (1954)
- Waterfront – serie TV, episodio 1x20 (1954)
- Space Patrol – serie TV, episodi 5x01-5x02-5x03 (1955)
- Treasury Men in Action – serie TV, episodio 5x16 (1955)
- Royal Playhouse (Fireside Theatre) – serie TV, episodi 6x41-7x34 (1954-1955)
- Climax! – serie TV, episodi 1x03-1x32 (1954-1955)
- Front Row Center – serie TV, episodio 1x11 (1955)
- Warner Brothers Presents – serie TV, episodio 1x12 (1955)
- Casablanca – serie TV, episodio 1x04 (1955)
- Jane Wyman Presents The Fireside Theatre – serie TV, episodio 1x15 (1955)
- Matinee Theatre – serie TV, episodio 1x30 (1955)
- Secret File, U.S.A. – serie TV, episodio 1x17 (1955)
- The Man Called X – serie TV, episodio 1x09 (1956)
- TV Reader's Digest – serie TV, episodi 1x24-2x26-2x34 (1955-1956)
- Crusader – serie TV, episodio 1x39 (1956)
- You Are There – serie TV, episodio 5x07 (1956)
- Le avventure di Rin Tin Tin (The Adventures of Rin Tin Tin) – serie TV, episodio 3x10 (1956)
- The Adventures of Hiram Holliday – serie TV, episodio 1x14 (1957)
- Code 3 – serie TV, episodio 1x01 (1957)
- Navy Log – serie TV, episodi 1x37-2x34 (1956-1957)
- The Adventures of Jim Bowie – serie TV, episodio 2x14 (1957)
- The Gale Storm Show: Oh! Susanna – serie TV, episodio 2x14 (1957)
- Sally – serie TV, episodio 1x17 (1958)

## Doppiatori italiani
Nelle versioni in italiano delle opere in cui ha recitato, Kurt Katch è stato doppiato da:
- Giorgio Capecchi in I giovani leoni
- Emilio Cigoli in Ali Babà e i 40 ladroni
- Luigi Pavese in Le avventure di Hajji Babà
- Carlo Romano in Il segreto degli Incas